# 1215 en santé et médecine
| Années de la santé et de la médecine : 1212 - 1213 - 1214 - 1215 - 1216 - 1217 - 1218    |
| Décennies de la santé et de la médecine : 1180 - 1190 - 1200 - 1210 - 1220 - 1230 - 1240 |

Cet article présente les faits marquants de l'année 1215 en santé et médecine.

## Événements

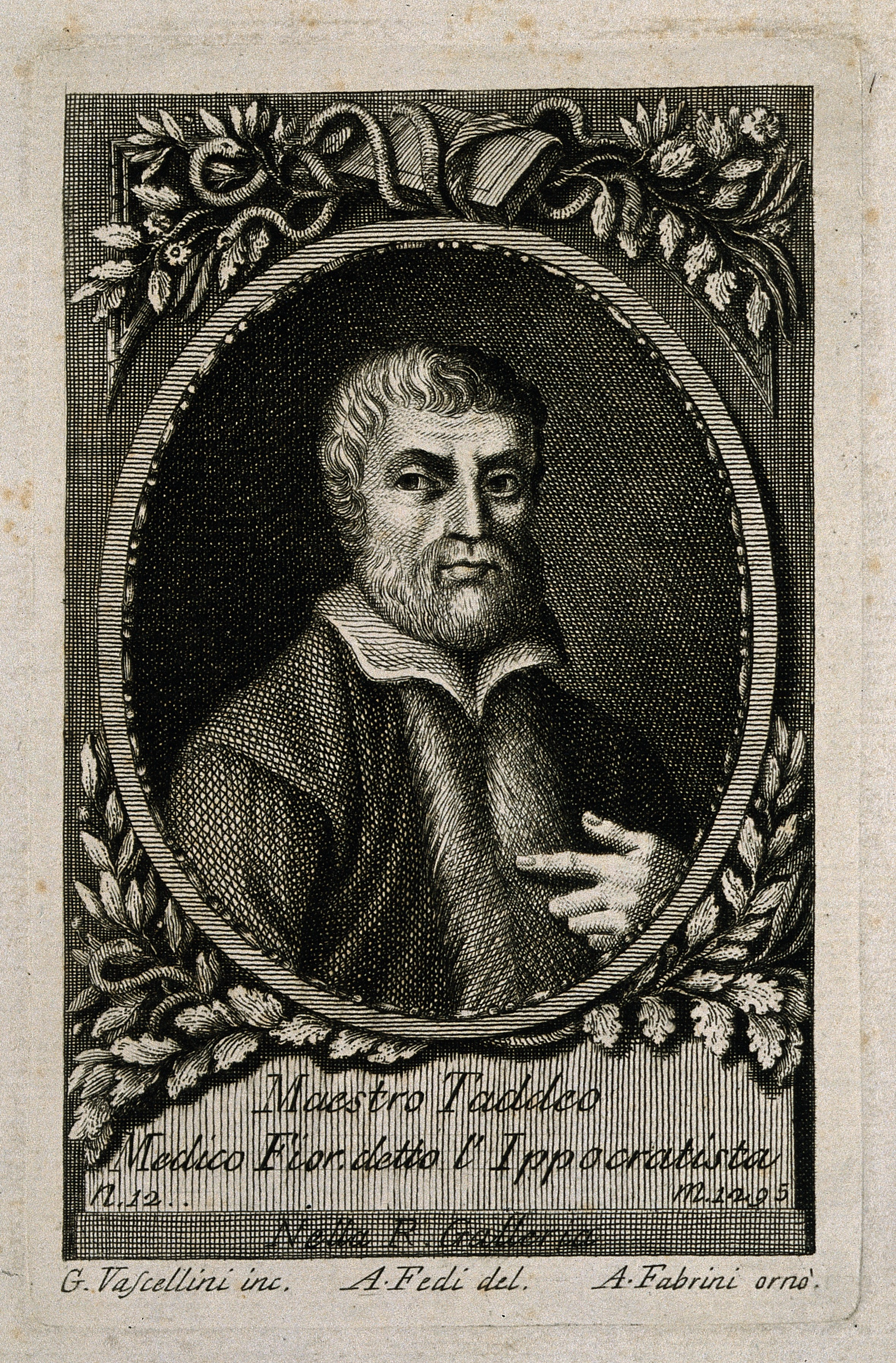
Thaddée de Florence
Gaetano Vascellini pinx.
Antonio Fedi sc., XVIIIe s.

- Le 4e concile du Latran renouvelle les anathèmes lancés par l’Église en 1139, 1148, 1162 et 1163 contre les clercs qui contreviennent aux interdictions portant sur l'étude et la pratique de la médecine[1], et il étend à tous les clercs : prêtres, diacres et sous-diacres, l'interdiction d'exercer la chirurgie « par le fer et par le feu[2] ».
- L'université de Paris établit un cours d'étude régulier pour la théologie et pour les arts[3], acte qui peut être considéré comme fondateur de la faculté de médecine de Paris[4].
- Simon, 13e abbé de Saint-Pierre-sur-Dives, crée un hôpital civil destiné aux pauvres atteints de vieillesse et de maladie, qui est à l'origine de l'hospice Saint-Joseph, devenu Centre hospitalier général de Falaise en Normandie[5].
- Fondation de l'hôpital Saint-Sauveur de Lille par  Jeanne de Constantinople, comtesse de Flandre, sur les ruines d'un asile détruit en 1213 dans l'incendie provoqué par Philippe Auguste[6],[7].
- L'hôpital des pauvres et la léproserie Saint-Lazare sont attestés dans le testament de Raymond Gaucelm IV, seigneur de Lunel[8].
- Les malades du prieuré augustinien de St Mary Overie, ravagé en 1212 par le grand incendie de Southwark, sont transportés à l'Est du bourg, en un lieu dénommé par la suite Borough High Street, où est édifié l'hôpital Saint-Thomas[9].
- En Lorraine, dans l'actuel département de la Meuse,  près de la route de Verdun à Saint-Mihiel, une succursale de la maison de Saint-Jean des Malades, mentionnée pour la première fois en 1185[10], est attestée sous le nom de maison des lépreux d'Haudainville, maison des lépreux de Saint-Privat ou maison des Petits-Malades[11].
- Avant 1215
  - Fondation de l'hôpital du Saint-Esprit à Verceil en Piémont sur la via Francigena, destiné à l'accueil des pèlerins, et qui sera reconstruit dans l'actuel quartier Porta Torino[12].
  - Fondation par le roi Jean sans Terre de l'hôpital St. Bartholomew à Newbury dans le Berkshire en Angleterre, établissement destiné à l'accueil des vieillards et des malades[13].

## Naissance
- Entre 1206 et 1215 : Thaddée de Florence (mort en 1295), médecin italien, professeur à l'université de Bologne[14].

## Décès
- Vers 1210-1215 : Cyprien de Calamizzi (it) (né entre 1125 et 1140), médecin italo-grec, devenu higoumène du monastère de Saint-Nicolas de Calamizzi, près de Reggio et canonisé par l'Église catholique[15].